# Hilavrita obliqua
Hilavrita obliqua är en insektsart som beskrevs av William Lucas Distant 1912. Hilavrita obliqua ingår i släktet Hilavrita och familjen Flatidae. Inga underarter finns listade i Catalogue of Life.